# Liste des sénateurs des États-Unis pour la Floride
Cet article dresse la liste des membres du Sénat des États-Unis élus de l'État de Floride depuis son admission dans l'Union le 3 mars 1845.

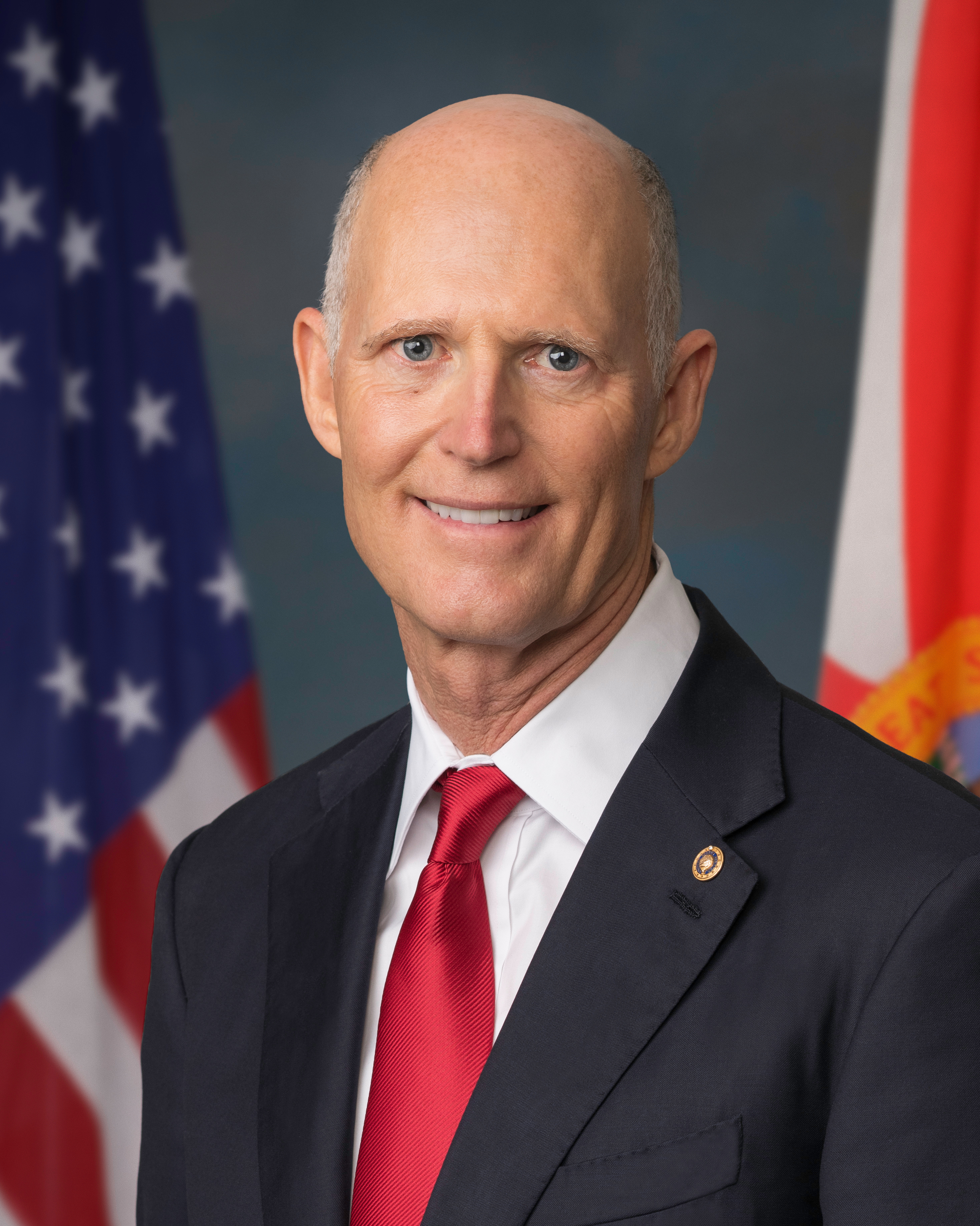
Rick Scott (R), sénateur depuis 2019.
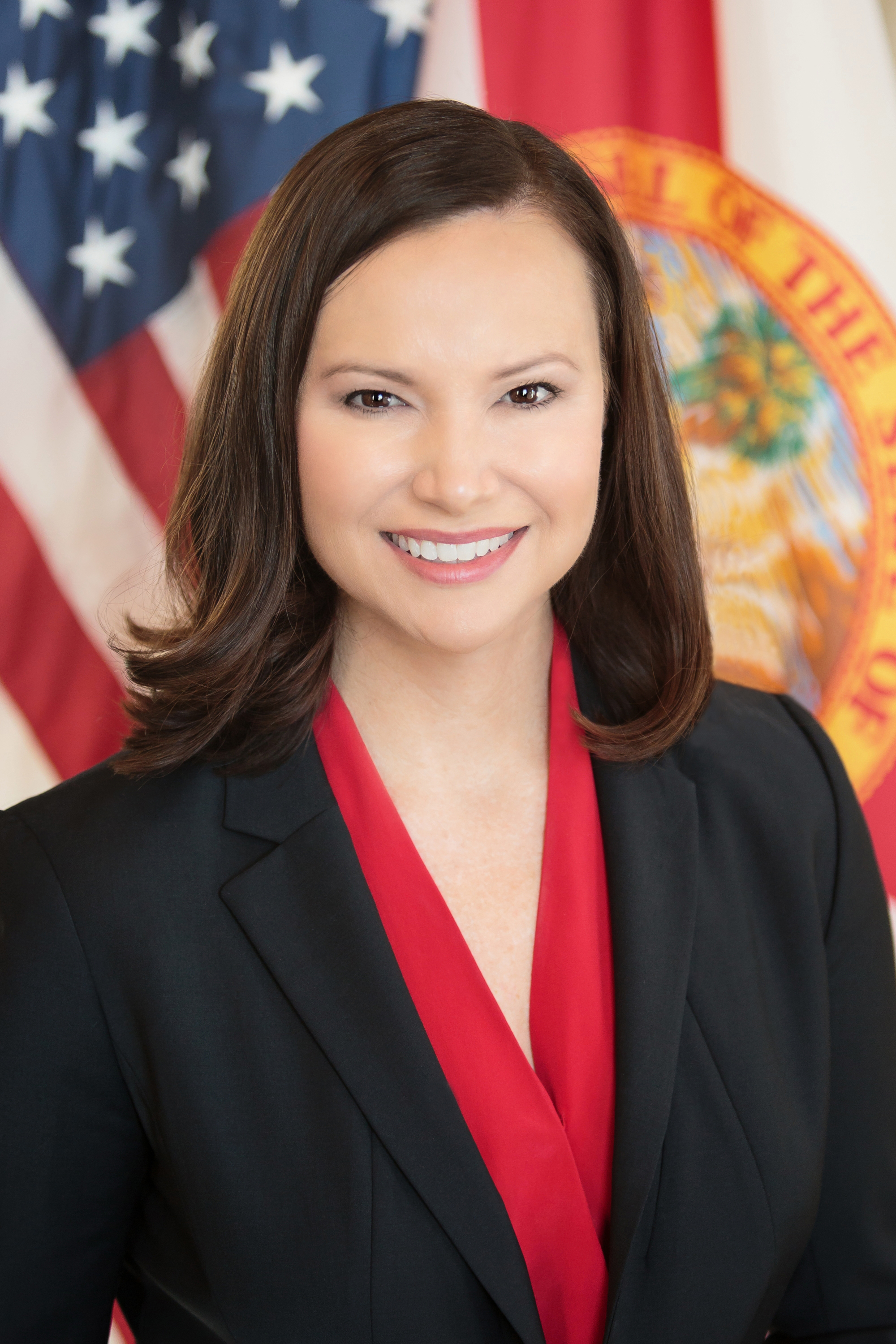
Ashley Moody (R), sénatrice depuis 2025.

## Élections
Les deux sénateurs sont élus au suffrage universel direct pour un mandat de six ans. Les prochaines élections auront lieu en novembre 2024 pour le siège de la classe I et en novembre 2022 pour le siège de la classe III.

## Liste des sénateurs
| Sénateur de classe I | Sénateur de classe I                | Sénateur de classe I       | Congrès                              | Sénateur de classe III | Sénateur de classe III               | Sénateur de classe III |
| --- | ----------------------------------- | -------------------------- | ------------------------------------ | ---------------------- | ------------------------------------ | ---------------------- |
| | David Levy Yulee (démocrate)        |                            | 29e (1845-1847)                      |                        | James Westcott (en) (démocrate)      |                        |
| 30e (1847-1849) | David Levy Yulee (démocrate)        |                            |                                      |                        | James Westcott (en) (démocrate)      |                        |
| 31e (1849-1851) | David Levy Yulee (démocrate)        |                            | Jackson Morton (en) (whig)           |                        |                                      |                        |
| | Stephen Mallory (démocrate)         |                            | Jackson Morton (en) (whig)           | 32e (1851-1853)        |                                      |                        |
| 33e (1853-1855) | Stephen Mallory (démocrate)         |                            | Jackson Morton (en) (whig)           |                        |                                      |                        |
| 34e (1855-1857) | Stephen Mallory (démocrate)         |                            | David Levy Yulee (démocrate)         |                        |                                      |                        |
| 35e (1857-1859) | Stephen Mallory (démocrate)         |                            | David Levy Yulee (démocrate)         |                        |                                      |                        |
| 36e (1859-1861) | Stephen Mallory (démocrate)         |                            | David Levy Yulee (démocrate)         |                        |                                      |                        |
| Durant la guerre de Sécession, la Floride rejoint les États confédérés d'Amérique. Elle n'élit donc plus de sénateur au Congrès des États-Unis (de janvier 1861 à juin 1868). |                                     |                            |                                      |                        |                                      |                        |
| | Adonijah Welch (en) (républicain)   |                            | 40e (1868-1869)                      |                        | Thomas W. Osborn (en) (républicain)  |                        |
| | Abijah Gilbert (en) (républicain)   |                            | 41e (1869-1871)                      |                        | Thomas W. Osborn (en) (républicain)  |                        |
| 42e (1871-1873) | Abijah Gilbert (en) (républicain)   |                            |                                      |                        | Thomas W. Osborn (en) (républicain)  |                        |
| 43e (1873-1875) | Abijah Gilbert (en) (républicain)   |                            | Simon B. Conover (en) (républicain)  |                        |                                      |                        |
| | Charles W. Jones (en) (démocrate)   |                            | Simon B. Conover (en) (républicain)  | 44e (1875-1877)        |                                      |                        |
| 45e (1877-1879) | Charles W. Jones (en) (démocrate)   |                            | Simon B. Conover (en) (républicain)  |                        |                                      |                        |
| 46e (1879-1881) | Charles W. Jones (en) (démocrate)   |                            | Wilkinson Call (en) (démocrate)      |                        |                                      |                        |
| 47e (1881-1883) | Charles W. Jones (en) (démocrate)   |                            | Wilkinson Call (en) (démocrate)      |                        |                                      |                        |
| 48e (1883-1885) | Charles W. Jones (en) (démocrate)   |                            | Wilkinson Call (en) (démocrate)      |                        |                                      |                        |
| 49e (1885-1887) | Charles W. Jones (en) (démocrate)   |                            | Wilkinson Call (en) (démocrate)      |                        |                                      |                        |
| | Samuel Pasco (en) (démocrate)       |                            | Wilkinson Call (en) (démocrate)      | 50e (1887-1889)        |                                      |                        |
| 51e (1889-1891) | Samuel Pasco (en) (démocrate)       |                            | Wilkinson Call (en) (démocrate)      |                        |                                      |                        |
| 52e (1891-1893) | Samuel Pasco (en) (démocrate)       |                            | Wilkinson Call (en) (démocrate)      |                        |                                      |                        |
| 53e (1893-1895) | Samuel Pasco (en) (démocrate)       |                            | Wilkinson Call (en) (démocrate)      |                        |                                      |                        |
| 54e (1895-1897) | Samuel Pasco (en) (démocrate)       |                            | Wilkinson Call (en) (démocrate)      |                        |                                      |                        |
| 55e (1897-1899) | Samuel Pasco (en) (démocrate)       |                            | Stephen Mallory II (en) (démocrate)  |                        |                                      |                        |
| 56e (1899) | Samuel Pasco (en) (démocrate)       |                            | Stephen Mallory II (en) (démocrate)  |                        |                                      |                        |
| | James Taliaferro (en) (démocrate)   |                            | Stephen Mallory II (en) (démocrate)  | 56e (1899-1901)        |                                      |                        |
| 57e (1901-1903) | James Taliaferro (en) (démocrate)   |                            | Stephen Mallory II (en) (démocrate)  |                        |                                      |                        |
| 58e (1903-1905) | James Taliaferro (en) (démocrate)   |                            | Stephen Mallory II (en) (démocrate)  |                        |                                      |                        |
| 59e (1905-1907) | James Taliaferro (en) (démocrate)   |                            | Stephen Mallory II (en) (démocrate)  |                        |                                      |                        |
| 60e (1907) | James Taliaferro (en) (démocrate)   |                            | Stephen Mallory II (en) (démocrate)  |                        |                                      |                        |
| 60e (1907-1908) | James Taliaferro (en) (démocrate)   |                            | William James Bryan (en) (démocrate) |                        |                                      |                        |
| 60e (1908-1909) | James Taliaferro (en) (démocrate)   |                            | William Hall Milton (en) (démocrate) |                        |                                      |                        |
| 61e (1909-1911) | James Taliaferro (en) (démocrate)   |                            | Duncan U. Fletcher (en) (démocrate)  |                        |                                      |                        |
| | Nathan P. Bryan (en) (démocrate)    |                            | Duncan U. Fletcher (en) (démocrate)  | 62e (1911-1913)        |                                      |                        |
| 63e (1913-1915) | Nathan P. Bryan (en) (démocrate)    |                            | Duncan U. Fletcher (en) (démocrate)  |                        |                                      |                        |
| 64e (1915-1917) | Nathan P. Bryan (en) (démocrate)    |                            | Duncan U. Fletcher (en) (démocrate)  |                        |                                      |                        |
| | Park Trammell (en) (démocrate)      |                            | Duncan U. Fletcher (en) (démocrate)  | 65e (1917-1919)        |                                      |                        |
| 66e (1919-1921) | Park Trammell (en) (démocrate)      |                            | Duncan U. Fletcher (en) (démocrate)  |                        |                                      |                        |
| 67e (1921-1923) | Park Trammell (en) (démocrate)      |                            | Duncan U. Fletcher (en) (démocrate)  |                        |                                      |                        |
| 68e (1923-1925) | Park Trammell (en) (démocrate)      |                            | Duncan U. Fletcher (en) (démocrate)  |                        |                                      |                        |
| 69e (1925-1927) | Park Trammell (en) (démocrate)      |                            | Duncan U. Fletcher (en) (démocrate)  |                        |                                      |                        |
| 70e (1927-1929) | Park Trammell (en) (démocrate)      |                            | Duncan U. Fletcher (en) (démocrate)  |                        |                                      |                        |
| 71e (1929-1931) | Park Trammell (en) (démocrate)      |                            | Duncan U. Fletcher (en) (démocrate)  |                        |                                      |                        |
| 72e (1931-1933) | Park Trammell (en) (démocrate)      |                            | Duncan U. Fletcher (en) (démocrate)  |                        |                                      |                        |
| 73e (1933-1935) | Park Trammell (en) (démocrate)      |                            | Duncan U. Fletcher (en) (démocrate)  |                        |                                      |                        |
| 74e (1935-1936) | Park Trammell (en) (démocrate)      |                            | Duncan U. Fletcher (en) (démocrate)  |                        |                                      |                        |
| | Scott M. Loftin (en) (démocrate)    |                            | 74e (1936)                           |                        | William Luther Hill (en) (démocrate) |                        |
| | Charles O. Andrews (en) (démocrate) |                            | 74e (1936-1937)                      |                        | Claude Pepper (en) (démocrate)       |                        |
| 75e (1937-1939) | Charles O. Andrews (en) (démocrate) |                            |                                      |                        | Claude Pepper (en) (démocrate)       |                        |
| 76e (1939-1941) | Charles O. Andrews (en) (démocrate) |                            |                                      |                        | Claude Pepper (en) (démocrate)       |                        |
| 77e (1941-1943) | Charles O. Andrews (en) (démocrate) |                            |                                      |                        | Claude Pepper (en) (démocrate)       |                        |
| 78e (1943-1945) | Charles O. Andrews (en) (démocrate) |                            |                                      |                        | Claude Pepper (en) (démocrate)       |                        |
| 79e (1945-1946) | Charles O. Andrews (en) (démocrate) |                            |                                      |                        | Claude Pepper (en) (démocrate)       |                        |
| | Spessard Holland (en) (démocrate)   |                            | 79e (1945-1947)                      |                        | Claude Pepper (en) (démocrate)       |                        |
| 80e (1947-1949) | Spessard Holland (en) (démocrate)   |                            |                                      |                        | Claude Pepper (en) (démocrate)       |                        |
| 81e (1949-1951) | Spessard Holland (en) (démocrate)   |                            |                                      |                        | Claude Pepper (en) (démocrate)       |                        |
| 82e (1951-1953) | Spessard Holland (en) (démocrate)   |                            | George Smathers (démocrate)          |                        |                                      |                        |
| 83e (1953-1955) | Spessard Holland (en) (démocrate)   |                            | George Smathers (démocrate)          |                        |                                      |                        |
| 84e (1955-1957) | Spessard Holland (en) (démocrate)   |                            | George Smathers (démocrate)          |                        |                                      |                        |
| 85e (1957-1959) | Spessard Holland (en) (démocrate)   |                            | George Smathers (démocrate)          |                        |                                      |                        |
| 86e (1959-1961) | Spessard Holland (en) (démocrate)   |                            | George Smathers (démocrate)          |                        |                                      |                        |
| 87e (1961-1963) | Spessard Holland (en) (démocrate)   |                            | George Smathers (démocrate)          |                        |                                      |                        |
| 88e (1963-1965) | Spessard Holland (en) (démocrate)   |                            | George Smathers (démocrate)          |                        |                                      |                        |
| 89e (1965-1967) | Spessard Holland (en) (démocrate)   |                            | George Smathers (démocrate)          |                        |                                      |                        |
| 90e (1967-1969) | Spessard Holland (en) (démocrate)   |                            | George Smathers (démocrate)          |                        |                                      |                        |
| 91e (1969-1971) | Spessard Holland (en) (démocrate)   |                            | Edward Gurney (républicain)          |                        |                                      |                        |
| | Lawton Chiles (démocrate)           |                            | Edward Gurney (républicain)          | 92e (1971-1973)        |                                      |                        |
| 93e (1973-1975) | Lawton Chiles (démocrate)           |                            | Edward Gurney (républicain)          |                        |                                      |                        |
| 93e (1973-1974) | Lawton Chiles (démocrate)           |                            | Richard Stone (en) (démocrate)       |                        |                                      |                        |
| 94e (1975) | Lawton Chiles (démocrate)           |                            | Richard Stone (en) (démocrate)       |                        |                                      |                        |
| 95e (1977-1979) | Lawton Chiles (démocrate)           |                            | Richard Stone (en) (démocrate)       |                        |                                      |                        |
| 96e (1979-1980) | Lawton Chiles (démocrate)           |                            | Richard Stone (en) (démocrate)       |                        |                                      |                        |
| 96e (1981) | Lawton Chiles (démocrate)           |                            | Paula Hawkins (républicain)          |                        |                                      |                        |
| 97e (1981-1983) | Lawton Chiles (démocrate)           |                            | Paula Hawkins (républicain)          |                        |                                      |                        |
| 98e (1983-1985) | Lawton Chiles (démocrate)           |                            | Paula Hawkins (républicain)          |                        |                                      |                        |
| 99e (1985-1987) | Lawton Chiles (démocrate)           |                            | Paula Hawkins (républicain)          |                        |                                      |                        |
| 100e (1987-1989) | Lawton Chiles (démocrate)           |                            | Bob Graham (démocrate)               |                        |                                      |                        |
| | Connie Mack III (républicain)       |                            | Bob Graham (démocrate)               | 101e (1989-1991)       |                                      |                        |
| 102e (1991-1993) | Connie Mack III (républicain)       |                            | Bob Graham (démocrate)               |                        |                                      |                        |
| 103e (1993-1995) | Connie Mack III (républicain)       |                            | Bob Graham (démocrate)               |                        |                                      |                        |
| 104e (1995-1997) | Connie Mack III (républicain)       |                            | Bob Graham (démocrate)               |                        |                                      |                        |
| 105e (1997-1999) | Connie Mack III (républicain)       |                            | Bob Graham (démocrate)               |                        |                                      |                        |
| 106e (1999-2001) | Connie Mack III (républicain)       |                            | Bob Graham (démocrate)               |                        |                                      |                        |
| | Bill Nelson (démocrate)             |                            | Bob Graham (démocrate)               | 107e (2001-2003)       |                                      |                        |
| 108e (2003-2005) | Bill Nelson (démocrate)             |                            | Bob Graham (démocrate)               |                        |                                      |                        |
| 109e (2005-2007) | Bill Nelson (démocrate)             |                            | Mel Martínez (républicain)           |                        |                                      |                        |
| 110e (2007-2009) | Bill Nelson (démocrate)             |                            | Mel Martínez (républicain)           |                        |                                      |                        |
| 111e (2009) | Bill Nelson (démocrate)             |                            | Mel Martínez (républicain)           |                        |                                      |                        |
| 111e (2009-2011) | Bill Nelson (démocrate)             |                            | George LeMieux (républicain)         |                        |                                      |                        |
| 112e (2011-2013) | Bill Nelson (démocrate)             |                            | Marco Rubio (républicain)            |                        |                                      |                        |
| 113e (2013-2015) | Bill Nelson (démocrate)             |                            | Marco Rubio (républicain)            |                        |                                      |                        |
| 114e (2015-2017) | Bill Nelson (démocrate)             |                            | Marco Rubio (républicain)            |                        |                                      |                        |
| 115e (2017-2019) | Bill Nelson (démocrate)             |                            | Marco Rubio (républicain)            |                        |                                      |                        |
| | Rick Scott (républicain)            |                            | Marco Rubio (républicain)            | 116e (2019-2021)       |                                      |                        |
| 117e (2021-2023) | Rick Scott (républicain)            |                            | Marco Rubio (républicain)            |                        |                                      |                        |
| 118e (2023-2025) | Rick Scott (républicain)            |                            | Marco Rubio (républicain)            |                        |                                      |                        |
| 119e (2025-2027) | Rick Scott (républicain)            |                            | Marco Rubio (républicain)            |                        |                                      |                        |
| | Rick Scott (républicain)            | Ashley Moody (républicain) |                                      |                        |                                      |                        |